# Colin Tudge
Colin Tudge (* 22. April 1943 in London) ist ein britischer Wissenschaftsautor und Rundfunkjournalist.

## Leben
Colin Tudge studierte Zoologie am Peterhouse College der Universität Cambridge. Anschließend war er als Journalist für verschiedene Medien tätig, unter anderem für die BBC. Heute betätigt er sich in erster Linie als Sachbuchautor. Er lebt mit seiner Familie in Oxford.

## Arbeitsschwerpunkte
Colin Tudge recherchiert und veröffentlicht vor allem zu den Themengebieten
- Naturwissenschaften im Allgemeinen,
- insbesondere Evolution und Genetik;
- Ernährung und Landwirtschaft; sowie
- philosophischen Fragen (Moralphilosophie, Wissenschaftsphilosophie, Beziehung zwischen Naturwissenschaft und Religion).

## Veröffentlichungen (in Auswahl)
- The variety of life: a survey and a celebration of all the creatures that have ever lived. Oxford University Press, Oxford 2000, ISBN 0-19-850311-3.
- The secret life of trees: how they live and why they matter.
  - Erste Auflage: Allen Lane, London 2005.
  - Taschenbuchausgabe: Penguin Books, London 2006, ISBN 0-14-101293-5.
  - Amerikanische Ausgabe unter dem Titel The Tree. Crown, New York 2006, ISBN 1-4000-5036-7.
- Consider the birds: who they are and what they do. Allen Lane, London 2008, ISBN 978-0-307-34204-1.
- Good food for everyone forever: a people's takeover of the world's food supply. Pari Publishing, Pari (bei Siena / Italien) 2011, ISBN 978-88-95604-13-8.